# Capitolinus
Capitolinus ist das Cognomen folgender Personen:
- Capitolinus (Hofnarr), Hofnarr Trajans
- Gaius Vettius Capitolinus, römischer Maler
- Gnaeus Manlius Capitolinus Imperiosus, römischer Politiker, Konsul 359 und 357 v. Chr.
- Marcus Manlius Capitolinus († 384 v. Chr.), römischer Politiker, Konsul 392 v. Chr.
- Quintus Manlius Vulso Capitolinus, römischer Politiker, Konsulartribun 396 v. Chr.
- Titus Quinctius Capitolinus Barbatus, römischer Feldherr und Politiker